# 쿠오피온 팔로세우라
쿠오피온 팔로세우라(Kuopion Palloseura, 약칭 KuPS)는 핀란드 쿠오피오의 축구 클럽으로, 현재 베이카우스리가에서 활동하고 있다.

## 성적
- 베이카우스리가 우승

우승 (7): 1956, 1958, 1966, 1974, 1976, 2019, 2024
- 위쾨넨 우승

우승 (3): 2000, 2003, 2007
- 핀란드 컵 우승

우승 (5): 1968, 1989, 2021, 2022, 2024
- 핀란드 리그컵 우승

우승 (1): 2006

## 선수 명단

### 현역
- 우르호 니실래(2015 ~ 2018, 2020 ~ 2021, 2023 ~ )
- 클린턴 앤트위(2022 ~ )
- 무리탈라 모하메드
- 저스틴 바커(2023 ~ )
- 필립 헬퀴스트(2021 ~ )
- 크리스토퍼 다 그라사(2024 ~ )
- 요한네스 크레이들(2016, 2021 ~ )
- 이브라힘 시세(2023 ~ )